# Лепсинський сільський округ (Алакольський район)
Ле́псинський сільський округ (каз. Лепсі ауылдық округі, рос. Лепсинский сельский округ) — адміністративна одиниця у складі Алакольського району Жетисуської області Казахстану. Адміністративний центр — село Лепсі.
Населення — 1348 осіб (2021; 1442 у 2009, 2056 у 1999, 2895 у 1989).
Станом на 1989 рік існувала Лепсінська сільська рада (села Байзерек, Жунжурек, Лепсінськ, Чумбулак) колишнього Андрієвського району.

## Склад
До складу округу входять такі населені пункти:
| Населений пункт | Населення, осіб (1982) | Населення, осіб (1999) | Населення, осіб (2009) | Населення, осіб (2021) |
| --------------- | ---------------------- | ---------------------- | ---------------------- | ---------------------- |
| Байзерек, село  | 477                    | 396                    | 106                    | 265                    |
| Жунжурек, село  | 256                    | 146                    | 79                     | 25                     |
| Лепсі, село     | 1987                   | 1391                   | 1151                   | 993                    |
| Чимбулак, село  | 175                    | 123                    | 106                    | 65                     |